# 基兴平加滕
基兴平加滕是德国巴伐利亚州的一个市镇。总面积33.55平方公里，总人口1352人，其中男性702人，女性650人（2011年12月31日），人口密度40人/平方公里。